# Wenzel II. (Böhmen)

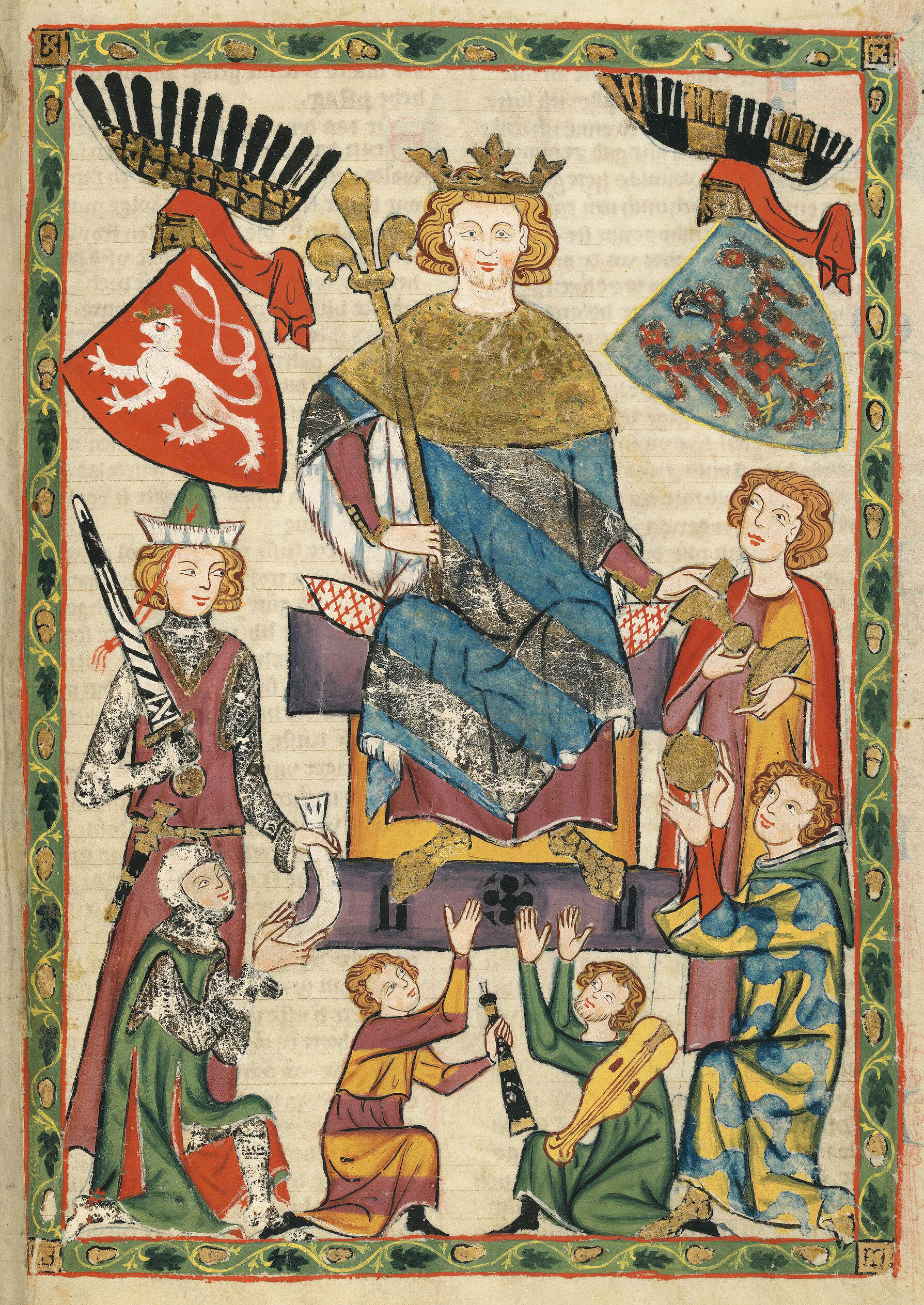
Wenzel II. von Böhmen als Minnesänger (Codex Manesse, 14. Jh.)

Wenzel II. (tschechisch Václav II., polnisch Wacław II; * 27. September 1271; † 21. Juni 1305 in Prag) war ab 1278 König von Böhmen und ab 1300 als Wenzel I. König von Polen. Er war der vorletzte Herrscher aus der Dynastie der Přemysliden.

## Leben
Als Kind lebte Wenzel von 1279 bis 1283 unter strenger Aufsicht seines Vormunds Otto V. in Brandenburg. Nach seiner Rückkehr stand der jugendliche König in Prag bis 1288 unter dem Einfluss des Witigonen Zawisch von Falkenstein. Als regierender König erwarb er zur böhmischen 1300 die polnische und von 1301 bis 1303 für seinen Sohn Wenzel III. die ungarische Krone.
Im Gegensatz zu seinem Vater Přemysl Ottokar II. war Wenzel II. kein Eroberer, sondern vor allem Diplomat. Deshalb galt er der Nachwelt bis in das 20. Jahrhundert als schwacher Herrscher, der seine Erfolge vor allem dem Geld verdankte und ansonsten von seinen Ratgebern abhängig war. Als Herrscher über die böhmischen Silberminen verfügte er über genügend Mittel, um sich in der europäischen Politik zu behaupten und Böhmen trotz seines frühen Todes eine langjährige Friedenszeit zu sichern.
Wenzel wurde 1271 als lang erwarteter Thronfolger des Königs Ottokar II. Přemysl auf der Prager Burg geboren. Sein Vater war seit 1253 König von Böhmen und hatte zudem ab 1251 die Macht in den Herzogtümern Österreich, Steiermark, Kärnten und Krain verwoben. Dessen erste Ehe mit Margarete von Babenberg blieb kinderlos. Von den Kindern, die dessen zweite Frau Kunigunde von Halitsch zur Welt gebracht hatte, lebten 1271 nur noch zwei Mädchen: Kunigunde und Agnes. Wenzel war bei seiner Geburt der einzige legitime Sohn und Erbe eines Territoriums, das vom Riesengebirge bis zur Adria reichte.
Das Reich Přemysl Ottokars II. zerbrach jedoch am Konflikt mit dem Römisch-deutschen König Rudolf I. von Habsburg. Bereits dessen Wahl 1273 hatte der böhmische König abgelehnt, und er widersetzte sich auch der Forderung, sich seine Länder als Reichslehen bestätigen zu lassen. 1275 verhängte Rudolf I. über ihn die Reichsacht. Die Feindschaft eskalierte 1276 in einen bewaffneten Zusammenstoß, in dem Přemysl unterlag. Dieser verlor bis auf seine Erbländer alle Territorien und musste Rudolf zwei Kinder versprechen: Kunigunde wurde zur Ehefrau für Rudolfs Sohn Hartmann bestimmt, Wenzel sollte eine Tochter des Habsburgers heiraten. Die Beziehung beider Herrscher verschlechterte sich dennoch weiter und endete 1278 mit der Schlacht auf dem Marchfeld, in der Přemysl Ottokar II. fiel. Der siebenjährige Wenzel war nun König von Böhmen.

## Geiselhaft

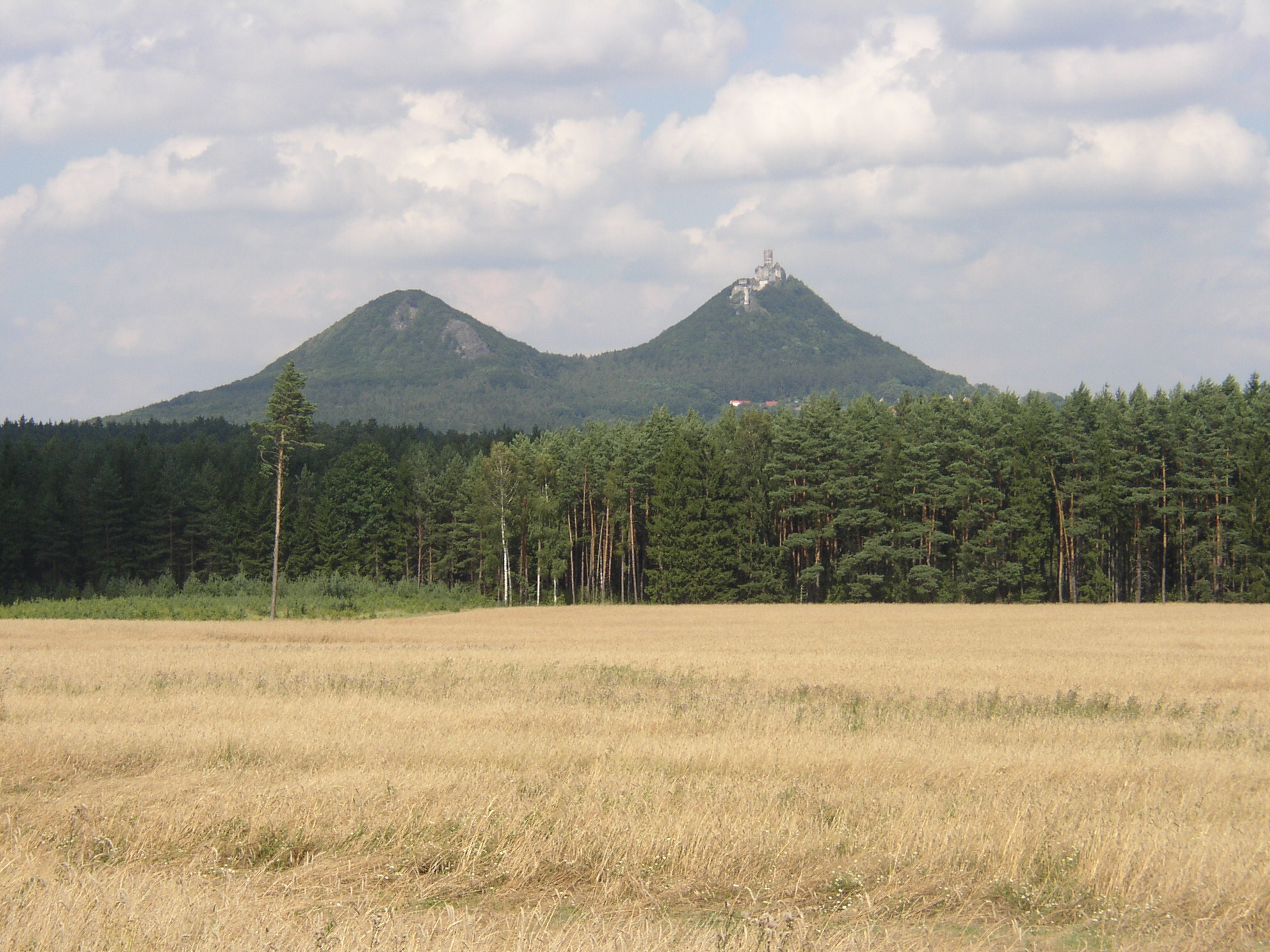
Auf der Burg Bezděz verbrachte Wenzel II. 1279 die ersten Monate seiner Gefangenschaft

Zum Vormund hatte Přemysl Ottokar II. vor der Schlacht auf dem Marchfeld seinen Neffen Markgraf Otto V. von Brandenburg bestimmt, der im Spätsommer 1278 dem Ruf der Königinwitwe Kunigunde von Halitsch folgte und mit einem mehrere hundert Mann starken Heer in Böhmen einrückte. Die Regentschaft Ottos entwickelte sich rasch zur Schreckensherrschaft. Die Brandenburger Truppen plünderten das Land. Markgraf Otto V. hatte nach kurzer Zeit den Adel, die Kirche und die Königinwitwe gegen sich. Kunigunde bat zwar bereits im Oktober 1278 Rudolf von Habsburg um Vermittlung, doch die Verhandlungskommission bestätigte Otto als Vormund und Herrscher über Böhmen. Mähren behielt Rudolf I. für die Dauer von fünf Jahren in seiner Gewalt. Um seine Macht abzusichern, ließ Otto von Brandenburg sein Mündel im Januar 1279 aus Kunigundes Residenz in der Stadt in die Prager Burg bringen. Doch reichte dies nicht: Am 4. Februar wurde Wenzel mit seiner Mutter auf die Burg Bezděz überführt. Von diesem Zeitpunkt an war der junge König Geisel des Regenten.
Die Königin wurde offenbar nicht gefangen gehalten. Sie verließ die Burg nach etwa zwei bis drei Monaten in Richtung Troppau, wo ihre Witwengüter lagen. Wenzel blieb in Ottos Gewalt. Im Spätsommer 1279 brachte der Markgraf den König außer Landes: Die Reise führte über Zittau und Berlin in die Askanierburg Spandau, wo der Gefangene Ende Dezember eintraf und bis 1282 blieb. Das Bild der Brandenburger Gefangenschaft Wenzels war lange von der zeitgenössischen Schilderung der Königssaaler Chronik geprägt, nach der er hungrig und zerlumpt in Elend gehalten worden sei – ein hagiographisches Element, das so nicht aufrechterhalten werden kann. Tatsächlich blieben Wenzel II. und Otto V. auch später in engem Kontakt, und es scheint, als habe der König gerade in jener Zeit die Grundlagen seiner Bildung erworben. Er sprach später fließend Deutsch und Latein, besaß Kenntnisse der Theologie, des Rechts und der Medizin und verfasste Verse. Lesen und Schreiben lernte er jedoch nicht.
Ins Elend stürzte während der Brandenburger Herrschaft dagegen das Land. In den Jahren 1281–1282 ereignete sich in Böhmen, verursacht durch andauernde Kämpfe und zwei Missernten, eine der schlimmsten Hungersnöte des Mittelalters. Das Land wurde von Söldnern und Räuberbanden heimgesucht und drohte im Chaos zu versinken. Vertreter des Adels, der Geistlichkeit und einiger Städte nahmen Verhandlungen mit Otto auf, um den König wieder ins Land zu holen und die bedrohliche Situation abzuwenden. Diese Verhandlungen weisen auf eine grundlegende Veränderung der staatlichen Ordnung hin. Der Adel trat – in Abwesenheit einer zentralen Macht – erstmals geschlossen als Repräsentant des Landes auf und übernahm Verantwortung für dessen Schicksal. Die ersten Einigungsversuche im Frühjahr 1282 scheiterten an der Höhe des Lösegeldes. Otto brachte seine Geisel nach Prag, verlangte aber statt der ursprünglichen 15.000 zusätzliche 20.000 Pfund Silber. Wenzel wurde erneut fortgeführt und verbrachte ein weiteres Jahr in Dresden am Hof des Markgrafen von Meißen. Erst als die Verhandlungsführer dem Markgrafen einen Teil Nordböhmens als Pfand versprachen, ließ Otto den Gefangenen frei. Am 24. Mai 1283 kehrte Wenzel nach Prag zurück.

## Zawisch von Falkenstein

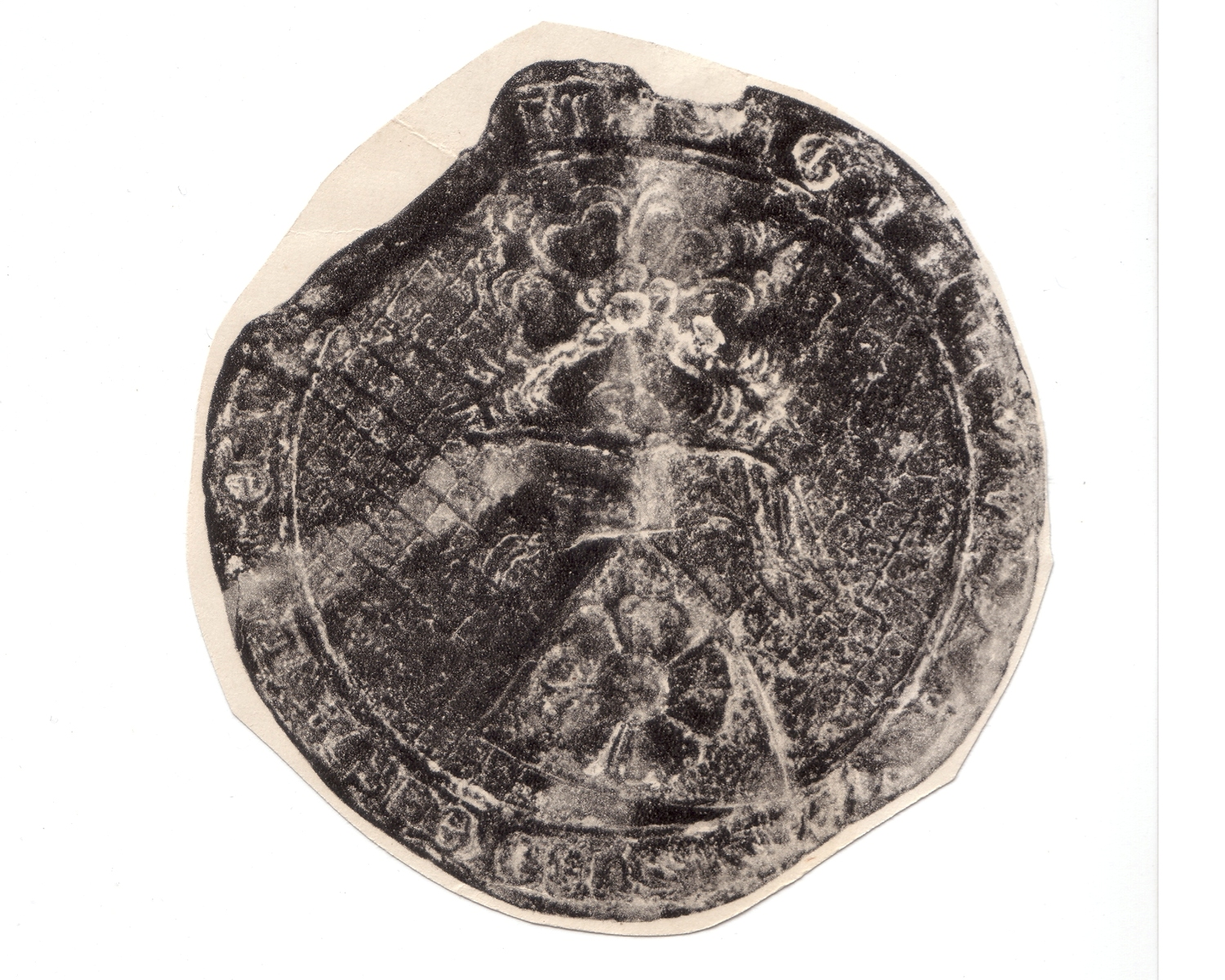
Das Siegel des Zawisch von Falkenstein

Prag feierte begeistert die Rückkehr des Königs im Mai 1283; selbstständig regieren konnte der knapp Zwölfjährige aber noch nicht. Die adlige Gruppe, die sich für seine Freilassung eingesetzt hatte, teilte die höchsten Hofämter unter sich auf. Hofmeister und damit Erzieher und Vertreter des Königs wurde ihr Anführer Purkart von Janowitz. Die Konstellation hatte nur wenige Monate Bestand. Noch im Verlauf des Jahres 1283 rief Wenzel seine Mutter Kunigunde nach Prag zurück, und mit ihr kam Zawisch von Falkenstein an den Hof. Die Karriere des Burggrafen aus dem einflussreichen südböhmischen Geschlecht der Witigonen hatte zum damaligen Zeitpunkt bereits einige außergewöhnliche Wendungen durchlaufen: 1276 hatte er eine Rebellion gegen Přemysl Ottokar II. angeführt. 1280 trat er in Oppeln in den Dienst der Königinwitwe und beteiligte sich am Widerstand gegen die brandenburgische Regentschaft. Nach Prag kam er 1283 als Kunigundes Ehemann und Vater ihres jüngsten Sohnes Jan. Die ungleiche Ehe, noch dazu heimlich, ohne Wissen der Familien eingegangen, war ein Skandal, doch da vollzogen, war sie nach damaligem Recht gültig. Der junge König akzeptierte die Verbindung, und Kunigunde überließ Zawisch Wenzels Erziehung. Der Wittigone war damit faktisch zum Herrscher des Landes aufgestiegen. Er übernahm selbst kein Amt, doch noch im Winter 1283/1284 besetzte er alle wichtigen Hofposten mit seinen Verwandten und Parteigängern. Die entmachtete Adelsgruppe ging zum bewaffneten Widerstand über, musste aber im Mai 1284 einen vierjährigen Waffenstillstand akzeptieren. Die offizielle Eheschließung holten Zawisch und Kunigunde zu einem nicht näher bekannten Zeitpunkt zwischen 1283 und 1285 nach.
Auch wenn die Macht Zawischs in Böhmen unangreifbar schien, für den Hof des Römisch-deutschen Königs blieb der Aufsteiger inakzeptabel. Dies zeigte sich deutlich im Verlauf von Wenzels eigener Eheschließung mit Guta von Habsburg. Die beiden wurden bereits 1278/1279 verlobt, möglicherweise auch schon verheiratet. Vollzogen werden konnte die Ehe aber erst im Januar 1285 bei einem Treffen der Familien in Eger, als Braut und Bräutigam 13 Jahre und damit so gut wie volljährig waren. Wenzel leistete bei dieser Gelegenheit dem Schwiegervater auch den Lehnseid für seine Erbländer. Zawisch war bei der Zeremonie nicht anwesend, und als Rudolf I. Eger verließ, nahm er seine Tochter wieder mit. Erst im Sommer 1287 gab der Habsburger dem Drängen der böhmischen Seite nach, und die Königin zog mit ihrem Gefolge auf der Prager Burg ein. Ein Jahr später übernahm Wenzel II. die Regierungsgeschäfte. Eine seiner ersten selbständigen Amtshandlungen war im Jahr 1288 eine Verschwörung gegen seinen Stiefvater, der gerade, drei Jahre nach Kunigundes Tod eine neue Ehe eingegangen war und dessen freiwilliger Verzicht auf die Macht im Land nicht zu erwarten war. Wenzel ließ Zawisch unter einem Vorwand in die Burg rufen und nahm ihn gefangen. Nach zweijähriger Kerkerhaft starb Zawisch von Falkenstein 1290 vor der Burg Hluboká durch das Schwert. Der tiefgläubige König soll schwer an seiner Entscheidung getragen haben. Das Zisterzienserkloster Zbraslav gründete er nach Aussage zeitgenössischer Quellen als Sühne für seinen Verrat.

Stammwappen des Königs von Böhmen

## Herrschaft
Sowohl der Vergleich mit seinem charismatischen Vater Přemysl Ottokar II., als auch die spektakulären und skandalträchtigen Ereignisse in der Jugend Wenzels II. haben das Urteil über den König jahrhundertelang geprägt. Er galt als ein schwacher Herrscher, seine Persönlichkeit wurde als neurotisch bis krankhaft beschrieben, das Interesse an seiner Regierungszeit war gering. So urteilte bereits sein Zeitgenosse Dante Alighieri über Vater und Sohn:
Hieß Ott’kar, der, mit Windeln noch umkleidet,

Besser als Wenzeslaus, sein Sohn, erschien,

Der Bärt’ge, der an Üppigkeit sich weidet.
Politisch und ökonomisch erlebte Mitteleuropa in den Jahren 1290–1305, in der Zeit Wenzels II. selbständiger Regierung eine Phase der Ruhe und Stabilität. Im Gegensatz zu seinen Vorgängern pflegte der König einen Regierungsstil, der auf fachkundige Berater und Diplomatie statt auf Krieg und Eroberung setzte. Den Besitz seines Vaters in den Alpenländern konnte er nicht wiedererlangen. Das Hauptaugenmerk böhmischer Außenpolitik richtete er nach Norden: Auf die Markgrafschaft Meißen, das Pleißenland und besonders nach Polen. Als Kurfürst war er auch einer der Hauptakteure in der Politik des Heiligen Römischen Reiches. Die Römisch-deutschen Könige Rudolf I., Adolf von Nassau und Albrecht I. waren seine Lehensherren. Der Reichtum und die Macht der Krone Böhmen ließ sie zu Wenzels Verhandlungspartnern und oft auch zu Gegnern werden.

## Böhmen

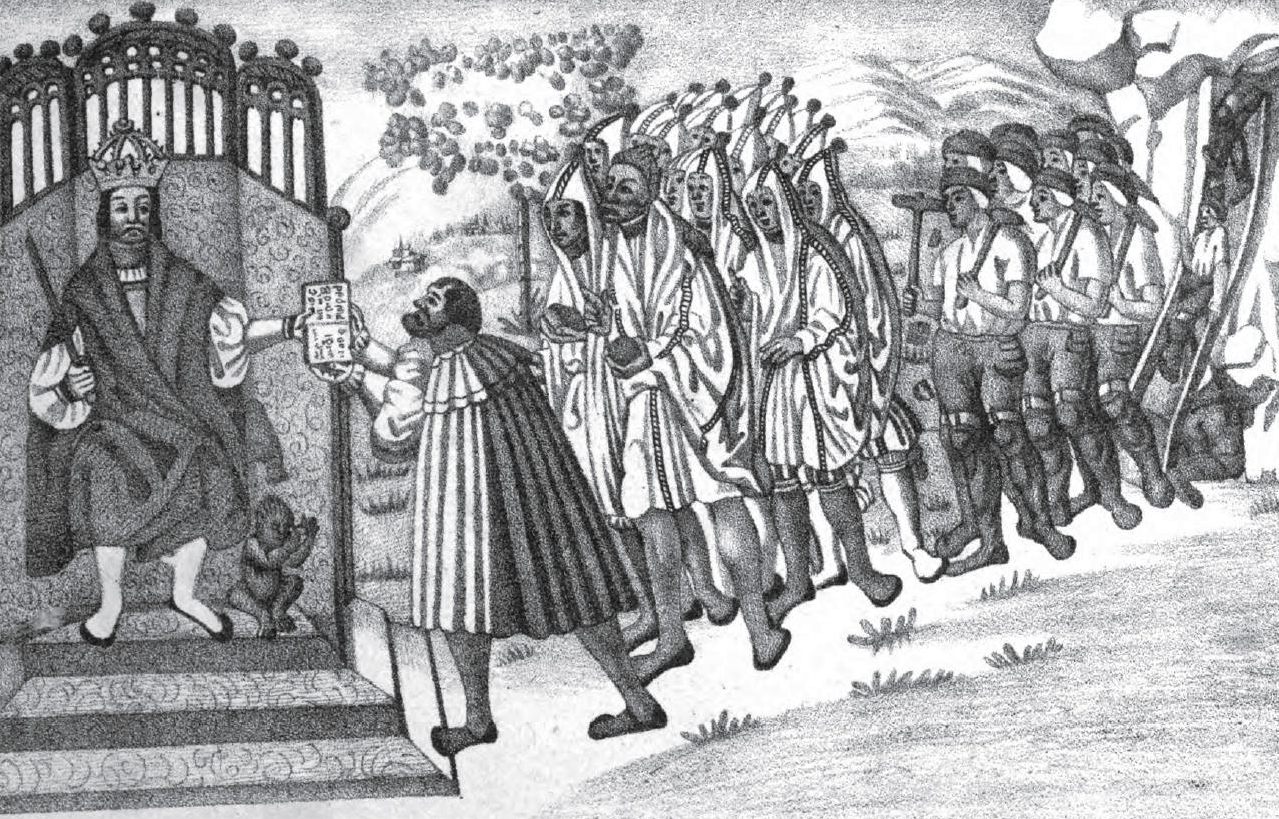
König Wenzel II. erteilt dem Kuttenberger Bergwerk seine Bergordnung.

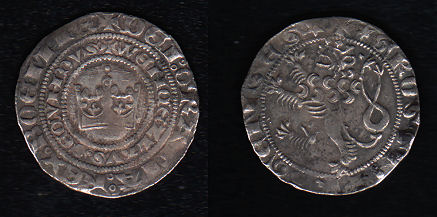
Prager Groschen

Wenzel II. übernahm von seinem Stiefvater Zawisch eine relativ gefestigte Herrschaft. Um das Land endgültig zu befrieden und den erstarkten Adelsstand in Schach zu halten, stützte sich der König auf seinen Hof und hier vor allem auf geistliche Ratgeber. Die Außenpolitik legte er in die Hände erfahrener Diplomaten: Zunächst verpflichtete er Bischof Arnold von Bamberg (1290–92), dann Bernhard von Kamenz (1292–1296) und schließlich Peter von Aspelt (1296–1304).
Wirtschaftlich hatte sich die Lage nach dem Niedergang während der Brandenburger Zeit um 1290 wieder stabilisiert. Der Landesausbau während der Binnenkolonisation im 13. Jahrhundert und vor allem die neuerschlossenen ergiebigen Silbervorkommen in Kutná Hora schufen Voraussetzungen für wirtschaftlichen Aufschwung. Bereits vor 1300 wurden hier 41 % des europäischen und 90 % des böhmischen Silbers gefördert. Um die Arbeit in den Bergwerken und damit seine wichtigste Einnahmequelle zu regeln, setzte Wenzel II. zwischen 1300 und 1305 das Bergrecht Ius regale montanorum ein, das zumindest in Teilen bis 1854 gültig blieb. Um die Qualität der Währung zu heben, führte er im Jahre 1300 eine Münzreform durch. Der neue Prager Groschen setzte sich wegen seines stabilen Wertes auch im benachbarten Ausland durch. Der Prager Hof blieb unter König Wenzel II. wie schon unter seinem Vater ein kulturelles Zentrum, besonders der zeitgenössischen deutschen Literatur. Ulrich von Etzenbach widmete Wenzel II. einen Alexanderroman in 30.000 Versen, und vom König selbst sind in der Manessischen Liederhandschrift drei Minnelieder erhalten.
Zum glanzvollen Höhepunkt und Machtdemonstration des königlichen Paares sollte die Krönung werden. Sie musste mehrfach verschoben werden und fand daher erst im Jahr 1297 statt. Das Fest endete tragisch: Am siebzehnten Tag nach der Krönung starb Königin Guta an Erschöpfung bei der Geburt ihres zehnten Kindes. Der Fortbestand der Dynastie war trotz der hohen Kinderzahl nicht ausreichend gesichert. Fünf Kinder starben als Säuglinge. Drei Töchter konnte Wenzel II. zum Knüpfen diplomatischer Bündnisse einspannen: Agnes wurde mit Ruprecht von Nassau, Anna mit Heinrich von Kärnten und Margarethe mit Boleslaw von Liegnitz vermählt. Elisabeth, ursprünglich wohl für den geistlichen Stand bestimmt, blieb zu Lebzeiten ihres Vaters ledig. Nur ein Sohn, der künftige König Wenzel III., erreichte das Erwachsenenalter.

## Polen

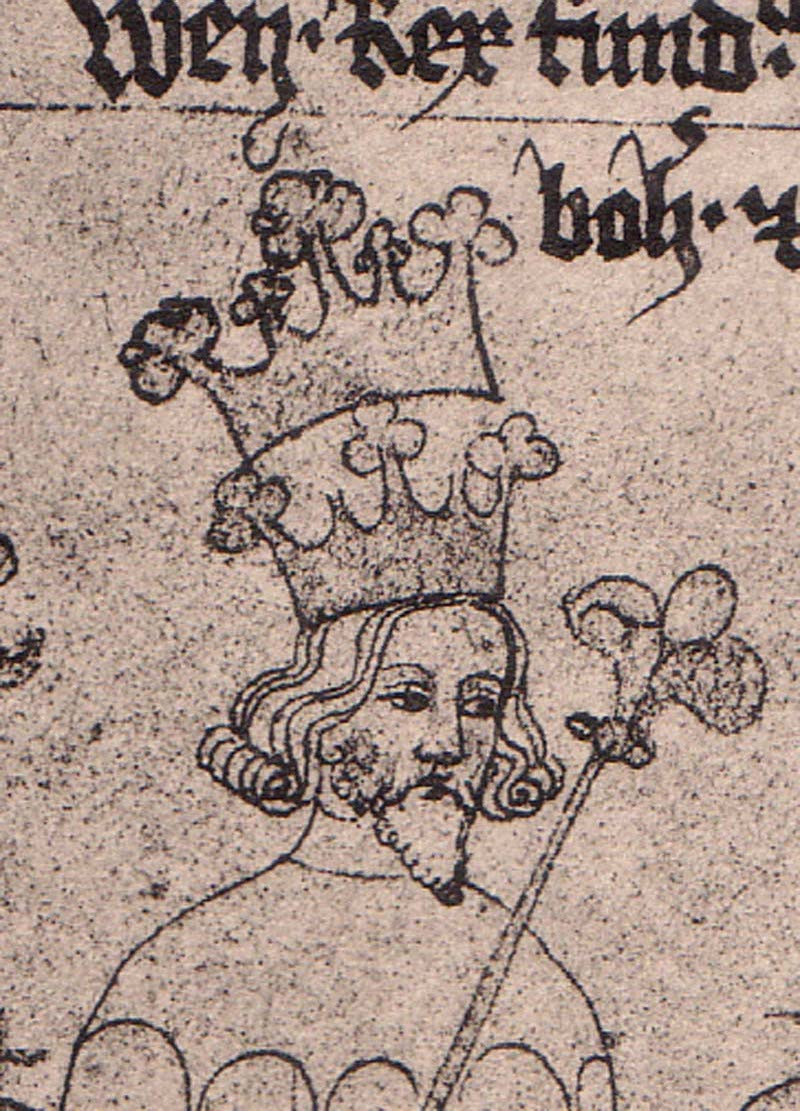
Wenzel II. mit böhmischer und polnischer Krone. Abbildung aus dem Chronicon Aulae Regiae

Kurz nach seiner Regierungsübernahme schaltete sich Wenzel II. in die Machtkämpfe in Polen ein. Das in Herzogtümer zersplitterte Königreich erlag ab dem 12. Jahrhundert sukzessive dem feudalen Partikularismus. Wenzel begann, systematisch Verbündete zu suchen und die Teilherrschaften unter seine Kontrolle zu bringen. Als erster Herzog unterstellte Kasimir von Beuthen sein Herzogtum schon zu Beginn seiner Regentschaft am 10. Januar 1289 in Prag freiwillig dem böhmischen König Wenzel II. Gleichzeitig übernahm er mit Zustimmung seiner Söhne sein Land als ein Lehen der Krone Böhmen.
1291 gewann Wenzel II. die Oberhoheit über einen Großteil des Herzogtums Oppeln und Krakau und ging ein Bündnis mit Herzog Bolesław III. von Masowien ein, dem er seine Schwester Kunigunde zur Frau gab. 1292 eroberte er das von Herzog Władysław Ellenlang von Kujawien, seinem mächtigsten polnischen Widersacher, gehaltene Sandomir, und war nun die stärkste Kraft in der Provinz Kleinpolen.
Einen Rückschlag erlitt die Politik Wenzels II. 1295, als Herzog Przemysław II. von Großpolen und Pommerellen, überraschend zum polnischen König gekrönt wurde. Dieser fiel jedoch bereits ein Jahr später einem Mordanschlag zum Opfer. Als sein Nachfolger setzte sich Władysław Ellenlang in seiner Eigenschaft als Herzog von Großpolen und Pommerellen zunächst durch. 1299 schloss der verschuldete Herzog einen Vertrag mit Wenzel II., in dem er sich gegen eine Geldzahlung verpflichtete, dem böhmischen König den Lehnseid zu leisten. Er hielt die Vereinbarung nicht ein, daraufhin zwang ihn der Böhme 1300 ins Exil. Wenzel II. setzte sich damit, neben dem Besitz von Kleinpolen, auch als Herrscher in den Provinzen Großpolen, Pommerellen, Kujawien und Mittelpolen mit den Hauptburgen Sieradz und Łęczyca durch. Nur einzelne polnische Territorien lagen ab da noch außerhalb seiner unmittelbaren Macht, zum Beispiel das mit ihm verbündete Masowien. Vorsichtshalber holte Wenzel II. noch die Zustimmung seines eigenen Lehnsherrn, des Römisch-deutschen Königs Albrecht I. ein, und er hielt um die Hand Rixas an, der einzigen Tochter des ermordeten Königs Przemysł II. Als beides positiv ausfiel, marschierte Wenzel II. erneut mit einem Heer in Polen ein. Die bewaffnete Begleitung diente nur der Machtdemonstration, denn ernsthaften Widerstand gab es nicht mehr. Gekrönt wurde Wenzel II. im August 1300 in Gnesen durch Erzbischof Jakub Świnka. Seine Herrschaft sicherte er mit einer Reihe von Verwaltungsreformen. Unter anderem führte er das Amt eines Starosten als königlichem Vertreter ein, das auch nach seinem Tod in Gebrauch blieb. Bis Ende 1300 blieb der neue polnische König in seinem Königreich, dann zog er zurück nach Prag. Er betrat Polen nie wieder.
Die zweite Frau des Königs, Richza, Tochter des verstorbenen polnischen Königs, war im Jahr 1300 zwölf Jahre alt. Trotz dieses bereits ausreichenden Alters gab es zunächst keine Eheschließung, sondern nur eine Verlobung. Anschließend schickte Wenzel das Mädchen zu seiner Tante Griffina auf die Burg Budyně. Erst 1303 wurde die Ehe vollzogen, und Richza, die nach der Heirat den Namen Elisabeth annahm, wurde Mutter von Wenzels jüngster Tochter Agnes. Warum Wenzel II. nach Gutas Tod sechs Jahre Witwer geblieben war, anstatt sich um weitere legitime Söhne zu sorgen, ist unklar. Glaubt man dem Verfasser der Österreichischen Reimchronik, so herrschten in diesen Jahren lockere Sitten am Prager Hof, wilde Feste wurden gefeiert und eine Geliebte Wenzels namens Agnes gab den Ton an. Einen Thronfolger für die beiden Königreiche gab es bereits.

## Ungarn

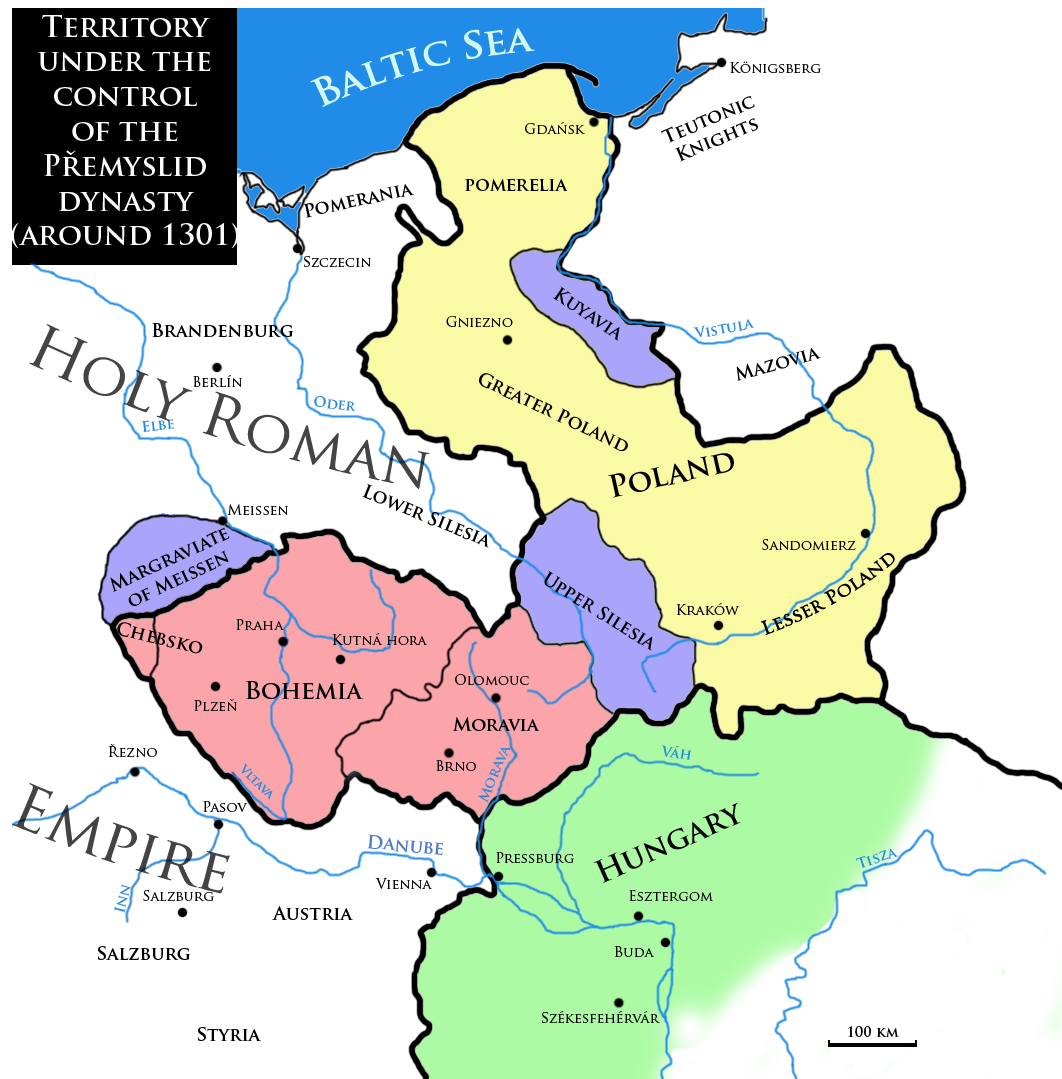
Herrschaftsbereich Wenzels II. um 1301

Kurz vor dem Tod Wenzels II. kam mit Ungarn noch ein drittes Kronland in den Besitz der Přemysliden. Thronfolger Wenzel III. war bereits 1298 mit der ungarischen Prinzessin Elisabeth verlobt worden. Als deren Vater Andreas III. 1301 starb, erhob unter anderem auch Karl Robert von Anjou Ansprüche auf den Thron. Die Magnaten entschieden sich aber für die Přemysliden und trugen dem böhmischen König die Stephanskrone an. Wenzel II. zögerte, die finanzielle Belastung und das Risiko waren groß. Doch schließlich sagte er zu und sandte seinen Sohn nach Ungarn. Im Mai 1301 fand in Buda die Wahl und im August in Székesfehérvár die Krönung statt. Um seine Abstammung von den Arpaden zu verdeutlichen, nahm Wenzel III. den Namen Ladislaus V. an.
Die ungarische Herrschaft scheiterte nach zwei Jahren am Veto des Papstes Bonifatius VIII. und an Albrecht von Habsburg, die beide die Machtfülle der Přemysliden zu vermindern suchten. Der Papst verhielt sich zunächst neutral, doch am 31. Mai 1303 erklärte er Karl von Anjou zum rechtmäßigen König von Ungarn. Bonifatius VIII. starb zwar im September 1303, an der Situation für die böhmischen Könige änderte sich jedoch auch unter seinem Nachfolger Benedikt XI. nichts. Wenzel II. sah sich gezwungen, mit dem römisch-deutschen König in Verhandlungen zu treten. Dessen Bedingungen waren unannehmbar: Albrecht verlangte den Verzicht auf die ungarische und polnische Krone, der territorialen Ansprüche auf Eger, Meißen und die Oberpfalz sowie eine Beteiligung an den Silberbergwerken in Kutná Hora. Als Wenzel II. einen solchen Ausgleich ablehnte, wurde Ende Juni 1304 über ihn die Reichsacht ausgesprochen, und ein Kampf der beiden Mächte stand bevor. Im Frühjahr 1304 zog Wenzel II. zunächst nach Ungarn, seinem Sohn zur Hilfe. Dessen wichtigster Berater hatte das Land verlassen müssen, der junge König war faktisch ein Gefangener im eigenen Land. Der bewaffnete Zusammenstoß blieb zwar aus, doch die Magnaten wechselten die Seiten und versagten dem gewählten König ihre Unterstützung. Nach zwei Monaten zog sich Wenzel II. mit seinem Sohn nach Prag zurück und gab Ungarn auf. Bei seiner Rückkehr erkrankte der König infolge der Anstrengungen des Feldzuges an Tuberkulose.
Die letzte Auseinandersetzung musste Wenzel II. wenige Monate später bestehen. Im August 1304 fielen Albrecht von Habsburg und seine Verbündeten, kumanische Reitertrupps, in Mähren ein. Der böhmische und mährische Adel stand geschlossen auf Seiten seines Königs, doch Wenzel II. ließ sich auch diesmal nicht zum Kampf provozieren. Das Heer des Habsburgers wurde dennoch aufgerieben: Zunächst vergifteten die Bergleute in Kutná Hora das Trinkwasser der Feinde mit Silberstaub, und als Albrecht wegen des beginnenden Winters zum Abzug rüstete, griffen die böhmischen Truppen die Heimkehrer an. Die Friedensverhandlungen im Jahr 1305 bereitete Wenzel noch vor, den Friedensschluss erlebte er aber nicht mehr.

## Tod

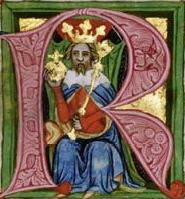
Initiale aus dem Chronicon Aulae Regiae mit einer Miniatur Wenzels II.

Der König lag ein halbes Jahr im Sterben. Da seine Residenz in der Prager Burg 1303 ausgebrannt war, lag der Kranke im Haus des Goldschmieds Konrad in der Prager Altstadt. Die Königsaaler Chronik schildert ausführlich, wie der Sterbende seine Angelegenheiten ordnete: Er bezahlte seine Schulden, versorgte seine Witwe und gab einen Teil seines Vermögens der Kirche und den Armen. Dann tat er Buße. Nach seinem Tod am 21. Juni 1305 wurde sein Leib mit dem Schiff in das Kloster Königsaal gebracht und in vollem königlichen Ornat in der Klosterkirche beigesetzt. Der Bericht über den Tod des Königs könnte als Argumentationsgrundlage für seine spätere Heiligsprechung verfasst worden sein. Zu diesem Schritt kam es jedoch nicht.
Bei der Zerstörung des Klosters Königsaal durch die Taboriten unter Václav Koranda wurden die Särge in der königlichen Gruft aufgebrochen und ausgeraubt, die Gebeine der letzten Přemysliden Wenzel II. in der Kirche verstreut. Später wurden die aufgesammelten Gebeine der Přemysliden in einem Schrein in der Sakristei aufbewahrt. Nachdem durch Maximilian Millauer in der Mitte des 19. Jahrhunderts die Echtheit sämtlicher Knochen in dem Schrein angezweifelt worden war, konnte der Paläoanthropologe Emanuel Vlček in der zweiten Hälfte des 20. Jahrhunderts jedoch bestätigen, dass die König Wenzel II. und seiner Tochter Elisabeth von Böhmen zugeschriebenen Knochen tatsächlich von diesen Personen stammen. Die Gebeine der Přemysliden wurden am 23. Juni 1991 feierlich in die Zbraslaver Pfarrkirche mit dem Patrozinium Jakobus d. Ä. überführt und dort im Boden des Chors beigesetzt.
Wenzel II. war der vorletzte Přemyslidenkönig. Mit seinem Sohn und Nachfolger Wenzel III., der bereits 1306 einem Mordanschlag zum Opfer fiel, starb die Dynastie nach über 400-jähriger Herrschaft über Böhmen in der königlichen Linie aus.

## Nachkommen
Erste Ehe: 1278 bzw. 1285 Guta von Habsburg (1271–1297):
- Přemysl Ottokar (Přemysl Otakar, 6. Mai 1288 – 19. November 1288)
- Wenzel III. (Václav III., 6. Oktober 1289 – 4. August 1306, Zwillingsbruder von Agnes), böhmischer, polnischer und ungarischer König, ⚭ 1305 Viola Elisabeth von Teschen
- Agnes von Böhmen (Anežka Přemyslovna, 6. Oktober 1289 – 1296, Zwillingsschwester von Wenzel) ⚭ 1296 Ruprecht VI. von Nassau
- Anna von Böhmen (Anna Přemyslovna, 15. Oktober 1290 – 3. September 1313), böhmische Königin, ⚭ 1306 Heinrich von Kärnten, Herzog von Kärnten und Krain, Graf von Tirol, 1307–1310 König von Böhmen
- Elisabeth von Böhmen (Eliška Přemyslovna, 20. Januar 1292 – 28. September 1330), böhmische Königin, ⚭ 1310 Johann von Böhmen (Johann von Luxemburg), 1311–1346 König von Böhmen, Markgraf von Mähren, Graf von Luxemburg
- Guta (31. März 1293 – 3. August 1294)
- Johann (Jan, 26. Februar 1294 – 1. März 1294)
- Johann (Jan, 21. Februar 1295 – 6. Dezember 1296)
- Margarete von Böhmen (Markéta Přemyslovna, 21. Februar 1296 – 8. April 1322), Herzogin von Breslau und Liegnitz-Brieg, ⚭ 1308 Bolesław III., Herzog von Breslau und von Liegnitz-Brieg

Zweite Ehe: 1300 bzw. 1303 Elisabeth Richza von Polen (1286–1335):
- Agnes von Böhmen (Anežka Přemyslovna, 15. Juni 1305 – 1336/1337), Herzogin von Jauer, ⚭ 1316 Heinrich I. von Jauer

Mehrere illegitime Kinder: darunter Johann Wolek († 27. September 1351), böhmischer Kanzler und Bischof von Olmütz.